# Къща музей „Иван Лазаров“
Къщата музей „Иван Лазаров“ е дом-паметник на българския скулптор Иван Лазаров в София. Къщата е филиал на Националната художествена галерия и е Паметник на културата с национално зхачение.
Музеят е разположен в четири етажна сграда на булевард „Васил Левски“ № 56 и е построен в годините 1912 – 1913 г. Той е отчужден през 1970 г. като частна държавна собственост. Високият статут на Национален паметник на културата е определен през 1978 г.
Бронзовата фигура на унесената в мисли стара жена, която посреща посетителите на музея е копие на скулптурата „Майка“, сътворена от професора през 1934 г. за Надгробния паметник на Димчо Дебелянов в Копривщица.
Четириетажната сграда се отличава със своята архитектура и със студения си бяло-синкав цвят на фасадата. Основният акцент попада върху тристенния еркер, завършващ с балкон с парапет от ковано желязо. Премерена в своята елегантност откъм детайли декорация украсява ръбовете на входа постройката. В основата на двата балкона са разположени стилизирани глави на лъвове, а над централния вход е поставен герб с отличителни флорални орнаменти и с годините на построяването на зданието. Освен бяло-синкавият цвят на фасадата друг акцент представлява тристенният еркер, завършващ с балкон с парапет от ковано желязо.
Професор Иван Лазаров живее в този дом до смъртта си през 1952 г. Непосредствено зад него може да бъде видяно ателието, където е творил майсторът. 0сновната експозиция включва произведения от фонда на Националната галерия и други обекти, собственост на наследниците на скулптора.